# 퍼펙트 스틸
《퍼펙트 스틸》(영어: Naked Singularity)은 2021년 미국의 블랙 코미디 범죄 액션 영화이다. 서지오 데라파바의 동명 소설을 원작으로 체이스 파머 감독이 연출했다. 존 보이에가, 올리비아 쿡, 빌 스카르스고르드, 에드 스크라인 등이 출연하였다.
2021년 4월 9일 샌프란시스코 국제 영화제에서 전 세계 최초로 초연되었다.
2021년 8월 6일 한정 개봉되었고 2021년 8월 13일 스크린 미디어 필름스에 의해 VOD로 개봉되었다.

## 줄거리
변호사 자격을 박탈 당할 위기에 처한 뉴욕 국선변호인이 마약을 훔치기로 한다.

## 출연
- 존 보이에가 - 캐시 역
- 올리비아 쿡 - 리아 덜리언 역
- 빌 스카르스고르드 - 데인 역
- 에드 스크라인 - 크레이그 역
- 팀 블레이크 넬슨 - 앵거스 역
- 린다 래빈 - 심벌린 판사 역
- 카일 무니 - 골렘 역
- 로버트 보그 - 코번 형사 역
- 로버트 크리스토퍼 라일리 - 윈스턴 형사 역
- 라이자 콜론제이어스 - 리스트 역